# Histoire d'un homme véritable (film)
Pour plus de détails, voir Fiche technique et Distribution.
Histoire d'un homme véritable (en russe : Повесть о настоящем человеке, Povest o nastoyashchem cheloveke) est un film soviétique de Aleksandr Stolper réalisé en 1948 d'après la nouvelle éponyme de Boris Polevoï.

## Synopsis
Le scénario est tiré de l'histoire réelle d'Alexeï Maressiev, aviateur de 27 ans contraint de poser son chasseur dans une forêt près du front est et de lutter seul pour sa vie pendant 19 jours… Le pilote, amputé des deux jambes, arracha la permission de rester dans les rangs, et même de partir au combat. Quatre-vingt six vols de combat et onze avions ennemis descendus – tel est le tableau de chasse du Héros de l’Union soviétique Alexeï Maressiev.

## Fiche technique
- Titre : Histoire d'un homme véritable
- Titre original : Повесть о настоящем человеке, Povest o nastoyashchem cheloveke
- Réalisation : Aleksandr Stolper
- Scénario : Boris Polevoï, Maria Smirnova
- Photographie : Mark Magidson
- Direction artistique : Iossif Spinel
- Musique : Nikolaï Krioukov
- Directeur du film : Nikolaï Sliozberg
- Société de production : Mosfilm
- Genre : drame, film de guerre
- Pays d'origine : URSS
- Format : noir et blanc - Mono
- Durée : 91 minutes
- Date de sortie : 22 octobre 1948

## Distribution
- Pavel Kadotchnikov : Alexeï Maressiev
- Nikolaï Okhlopkov : commissaire Vorobiev
- Alekseï Dikiï : Vassili Vassilievitsch
- Vassili Merkouriev : Stepan Ivanovitch
- Tamara Makarova : Klaudia
- Lioudmila Tselikovskaïa : Zinochka
- Lev Sverdline : Naoumov
- Viktor Khokhriakov : Degtiarenko
- Alexandre Mikhaïlov : Petrov
- Boris Dobronravov : chef du service de santé
- Boris Babotchkine : commandant
- Lioubov Sokolova : Varvara
- Vladimir Gribkov : Zouïev
- Alexandre Zrazhevski : Mikhaïl, partisan
- Maria Yarotskaïa : aide-soignante
- Serge Bondartchouk : Gvozdev
- Ivan Ryjov : soldat à l'hôpital
- Evgueni Choutov : accordéoniste
- Piotr Savine : camionneur
- Mikhaïl Glouzski : capitaine Tcheslov